# Miguel Ángel Zahzú
Miguel Ángel Zahzú (Buenos Aires, Argentina, 24 de febrero de 1966) es un exfutbolista y actual entrenador argentino. Se desempeñaba como portero.

## Trayectoria

### Como futbolista
Nacido en Morón (Buenos Aires), Zahzú era un canterano de Vélez Sarsfield. Como profesional representó al Atlético Lugano, Midland, San Telmo, Nueva Chicago, Laferrere, Colegiales, Argentino de General Pico y Lamadrid, además de un breve período en el extranjero con el Cobreloa de Chile.

### Como entrenador
Después de retirarse, Zahzú trabajó como entrenador de Midland y Almirante Brown antes de unirse al Nacional de Asunción en 2003, renunció a este último en septiembre de ese año, pero el club aún ganó la División Intermedia.
El 23 de abril de 2004 se hizo cargo de River Plate en la segunda división de Paraguay. El 30 de octubre de ese año fue nombrado entrenador del General Caballero para el regreso del club a Primera División.
El 8 de noviembre de 2005 reemplazó a Hugo González al frente de Sportivo Luqueño. El 7 de julio de 2007, tras ganar el Torneo Apertura, fue encargado de Guaraní.
A pesar de mantenerse como entrenador de Guaraní para la temporada 2008, Zahzú se mudó a Ecuador el 12 de enero de ese año luego de ser nombrado entrenador de Aucas, sin embargo dejó el club por mutuo acuerdo el 20 de mayo y regresó a Paraguay el 2 de julio, para hacerse cargo de 3 de Febrero.
El 10 de diciembre de 2008, Zahzú regresó a Sportivo Luqueño para la próxima temporada, pero renunció el 13 de junio del año siguiente. Durante la temporada 2010 trabajó en 2 de Mayo, Cerro Corá y Sportivo Trinidense.
Después de dirigir a los equipos paraguayos 12 de Octubre, Sportivo Carapeguá y Colegiales, fue designado entrenador en el Aurora de Bolivia para la campaña de 2014. Después de trabajar en los equipos San José y Nacional Potosí  en los años siguientes, se mudó a Perú en 2016 con el Deportivo Coopsol, antes de regresar a su país de origen con el Guaraní de Antonio Franco. 
Zahzú regresó a Perú en 2016 con Defensor La Bocana, pero cambió de equipo y país nuevamente después de hacerse cargo del Atlántico FC de República Dominicana para la temporada 2017. Regresó a Aurora el 16 de octubre de 2017 pero renunció el 16 de abril del año siguiente. 
En agosto de 2018 regresó a República Dominicana, luego de ser nombrado entrenador de Moca FC. Regresó al Atlántico para la campaña 2019, y luego estuvo a cargo del Atlético Chiriquí de Panamá. 
El 4 de septiembre de 2020 fue designado entrenador de Delfín de la Serie A de Ecuador, sin embargo fue despedido el 3 de diciembre, y se hizo cargo de Carlos Stein de Perú once días después, pero aun así fue despedido el 31 de mayo de 2021
Zahzú regresó a Sportivo Luqueño el 8 de diciembre de 2021, con el club en los play-offs de descenso. A pesar de sufrir el descenso permaneció en el club y los ayudó a regresar a la máxima categoría en el primer intento, pero renunció el 23 de octubre de 2022.
El 24 de noviembre de 2022 fue nombrado entrenador de Resistencia Sport Club en la máxima categoría del fútbol paraguayo. Renunció el 6 de marzo siguiente, después de sólo seis partidos, y se hizo cargo del Real Santa Cruz de Bolivia el 23 de agosto de 2023;  dejó este último en diciembre, ya que su contrato estaba a punto de expirar.

## Clubes

### Como futbolista
| Club                      | País      | Año       |
| ------------------------- | --------- | --------- |
| Atlético Lugano           | Argentina | 1986-1988 |
| Midland                   | Argentina | 1986-1989 |
| San Telmo                 | Argentina | 1989-1990 |
| Nueva Chicago             | Argentina | 1990-1991 |
| Deportivo Laferrere       | Argentina | 1991-1993 |
| Cobreloa                  | Chile     | 1994      |
| Colegiales                | Argentina | 1994-1995 |
| Argentino de General Pico | Argentina | 1995      |
| Deportivo Laferrere       | Argentina | 1995-1996 |
| Lamadrid                  | Argentina | 1996-1997 |
| Deportivo Laferrere       | Argentina | 1997-2000 |

### Como entrenador
| Club                   | País                 | Año       |
| ---------------------- | -------------------- | --------- |
| Midland                | Argentina            | 2001-2003 |
| Almirante Brown        | Argentina            | 2001-2003 |
| Nacional               | Paraguay             | 2003      |
| Club River Plate       | Paraguay             | 2004      |
| General Caballero SC   | Paraguay             | 2005      |
| Sportivo Luqueño       | Paraguay             | 2005-2007 |
| Guaraní                | Paraguay             | 2007      |
| Aucas                  | Ecuador              | 2008      |
| 3 de Febrero FBC       | Paraguay             | 2008      |
| Sportivo Luqueño       | Paraguay             | 2009      |
| 2 de Mayo              | Paraguay             | 2010      |
| Cerro Corá             | Paraguay             | 2010      |
| Sportivo Trinidense    | Paraguay             | 2010      |
| 12 de Octubre          | Paraguay             | 2011      |
| Sportivo Carapeguá     | Paraguay             | 2012      |
| Atlético Colegiales    | Paraguay             | 2012      |
| Aurora                 | Bolivia              | 2014      |
| San José               | Bolivia              | 2014      |
| Nacional Potosí        | Bolivia              | 2015      |
| Deportivo Coopsol      | Perú                 | 2015      |
| Guaraní Antonio Franco | Argentina            | 2016      |
| Defensor La Bocana     | Perú                 | 2016      |
| Atlántico FC           | República Dominicana | 2017      |
| Aurora                 | Bolivia              | 2018      |
| Moca FC                | República Dominicana | 2018      |
| Atlántico FC           | República Dominicana | 2019      |
| Atlético Chiriquí      | Panamá               | 2020      |
| Delfín                 | Ecuador              | 2020      |
| Carlos Stein           | Perú                 | 2021      |
| Sportivo Luqueño       | Paraguay             | 2021-2022 |
| Resistencia SC         | Paraguay             | 2023      |
| Real Santa Cruz        | Bolivia              | 2023      |

## Palmarés

### Como entrenador
- Campeón 2003 Segunda División de Paraguay Ascenso a Primera División con el Club Nacional[27]
- Campeón Torneo Apertura 2007 de la Primera División de Paraguay con el Club Sportivo Luqueño[28]

Se inició el viernes 16 de febrero y culminó el sábado 7 de julio.  El formato de disputa fue el de todos contra todos, a partidos de ida y vuelta, con 22 fechas en juego. Resultó campeón el club Sportivo Luqueño, luego de 54 años sin título alguno. El equipo de Miguel Ángel Zahzú, logró consagrarse dos fechas antes de finalizar el campeonato, obteniendo 47 puntos.
- Campeón 2017 de la Liga Dominicana de Fútbol con el Atlántico FC.[29]
- Clasificación a Copa Libertadores con el Club Sportivo Luqueño[30] Al campeón del Torneo Apertura 2007 se le otorgó un cupo directo para la Copa Libertadores 2008.
- Clasificación a Copa Sudamericana con el Club Aurora[31]
- Participación Copa Sudamericana con el Club San José[32]
- Campeón Liga Dominicana de Fútbol con Atlántico FC[33]

- Clasificación Copa Caribeña de Clubes Concacaf 2018[34]

- Clasificación histórica a octavos de final Conmebol Libertadores[35] con el club Delfín Sporting Club

- Ascenso a Primera División de Paraguay[36] con el club Club Sportivo Luqueño

## Reconocimientos

### Mejor entrenador del año
- Gala de Premiación de la LDF Popular

Miguel Ángel Zahzú, de Atlántico FC, fue galardonado como el mejor técnico de la LDF.